# ハードキャンディ (2006年の映画)
『ハードキャンディ』（Hard Candy）は2005年のアメリカのサスペンス映画。第38回（2005年）シッチェス・カタロニア国際映画祭グランプリ受賞、サンダンス映画祭上映作品。赤ずきんをモチーフとした作品で、日本の女子高生によるオヤジ狩りのニュースに着想を得て製作された。
低予算で製作されており、ほぼ全編が主人公の自宅内、2人の登場人物の会話のみでストーリーが進められる。
『ハードキャンディ』（Hard Candy）とは、「勃起した男性器」を意味するスラングでもある。

## あらすじ
32歳のカメラマン、「ジェフ・コールヴァー」は出会い系サイトで少女を捜すのが趣味の独身男。いつものようにチャットで知り合った14歳の「ヘイリー・スターク」と実際に会う約束までこぎ着ける。かわいらしく軽いノリの彼女をゴールドフラップのMP3と口八丁で自宅に連れ込むことに成功するが、ジェフはスクリュードライバーを飲んだところで意識を失う。そして目覚めた彼は椅子に縛り付けられており、豹変したヘイリーはジェフをペドフィリアと罵りながら、彼の男性器を切り取ろうとしていた。ジェフは体を動かせないまま、ナンパで鍛えた話術で懐柔を試みる。

## キャスト
- ジェフ・コールヴァー - パトリック・ウィルソン、声 - 堀内賢雄
- ヘイリー・スターク - エリオット・ペイジ[* 1]、声 - 小笠原亜里沙
- ジュディ・トクダ - サンドラ・オー、声 - 塩田朋子
- ジャネル・ロジャース - オデッサ・レイ、声 - 上田純子